# Provinz Ruhengeri

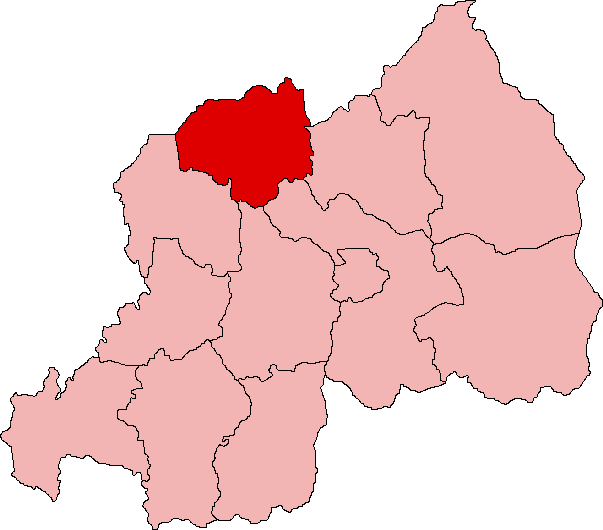
Lage der ehemaligen Provinz Ruhengeri in Ruanda

Die Provinz Ruhengeri war eine von zwölf Provinzen der ehemaligen Verwaltungsgliederung Ruandas. Im Januar 2006 wurden diese in eine kleinere Anzahl neuer Provinzen eingeteilt, um ethnisch vielfältigere Verwaltungsgebiete zu schaffen. Die Provinz Ruhengeri befand sich im Nordwesten Ruandas an der Grenze zur Demokratischen Republik Kongo im Nordwesten und Uganda im Norden. Nachbarprovinzen waren im Osten Byumba, im Südosten Kigali Rural, im Süden Gitarama und im Südwesten Gisenyi. Provinzhauptstadt war die Stadt Ruhengeri, die heute zur Nordprovinz gehört.
Die Provinz unterteilte sich in die folgenden elf Distrikte:
1. Ruhengeri
2. Bugarura
3. Nyarutovu
4. Bukonya
5. Buhoma
6. Mutobo
7. Kinigi
8. Bukamba
9. Butaro
10. Cyeru
11. Nyamugali